# Pisarzowice (powiat Lubański)
Pisarzowice (Duits: Schreibersdorf) is een plaats in het Poolse district  Lubański, woiwodschap Neder-Silezië. Pisarzowice telt 1600 inwoners.